# Distrito de Santiago (Panamá)
El distrito de Santiago es una de las divisiones que conforma la provincia de Veraguas, situado en la República de Panamá.

## Historia
La Ciudad de Santiago es la capital de la Provincia de Veraguas.

## Geografía

### División político-administrativa
Está conformado por 16 corregimientos:
- Santiago (cabecera)
- La Colorada
- La Peña
- La Raya de Santa María
- Ponuga
- San Pedro del Espino
- Canto del Llano
- Los Algarrobos
- Carlos Santana Ávila
- Edwin Fábrega
- San Martín de Porres
- Urracá
- Rodrigo Luque
- Nuevo Santiago
- Santiago Este
- Santiago Sur

### Ubicación
| Noroeste: Distrito de Cañazas                                              | Norte: Distrito de San Francisco y Distrito de Calobre | Noreste: Distrito de Calobre y Provincia de Coclé                    |
| Oeste: Distrito de La Mesa, Distrito de Río de Jesús y Distrito de Montijo |                                                        | Este: Distrito de Atalaya, Provincia de Coclé y Provincia de Herrera |
| Suroeste: Distrito de Montijo                                              | Sur: Distrito de Mariato y Provincia de Herrera        | Sureste: Provincia de Herrera                                        |